# Jan Baaijens
Jan Baaijens (ur. 10 marca 1957 w Zaandam) — holenderski kajakarz, aktywny na początku lat 80. XX wieku.
Baaijens uczestniczył w Letnich Igrzyskach Olimpijskich 1980 w Moskwie. Wystąpił w trzech konkurencjach kajakarstwa: C-1 500 m, C-1 1000 m i K-4 1000 m. Konkurencję K-4 1000 m wykonał wraz z Ronem Stevensem, Gertem Janem Lebbinkem oraz Robem van Weerdenburgem. Był to jego jedyny występ na igrzyskach olimpijskich.